# Kaliumsparende Diuretika

Strukturformeln der kaliumsparenden Diuretika.

Kaliumsparende Diuretika sind eine Gruppe von Wirkstoffen, die die Harnproduktion anregen (Diuretika), ohne dabei zu einem Kaliumverlust zu führen. Sie wurden entwickelt, da der Körper – v. a. bei Hungerzuständen – gegen Kaliumverluste weniger gut als gegen Natriumverluste geschützt ist. Einige kaliumsparende Diuretika konkurrieren mit Aldosteron um die Bindung an dessen Rezeptor und verhindern so den Einbau des epithelialen Natriumkanals in die Sammelrohre der Niere, andere blockieren diesen Kanal direkt.

## Vertreter und chemischer Aufbau
Zu den kaliumsparenden Diuretika gehören zwei verschiedene Gruppen von Wirkstoffen mit unterschiedlicher chemischer Struktur und unterschiedlichem Wirkmechanismus.
Die Wirkstoffe Amilorid (Medikamentname Midamor®) und Triamteren (Dyrenium®) hemmen die Resorption von Natrium sowie die Sekretion von Kalium im distalen Tubulus. Bei Amilorid handelt es sich um ein Pyrazinderivat mit einer Guanidino-Gruppe. Triamteren ist ein Pteridinderivat.
Spironolacton (Aldactone®, Osyrol®) ist ein synthetisches Steroid und Prodrug. Sein aktives Stoffwechselprodukt ist Canrenon, das antagonistisch auf den Rezeptor für Aldosteron wirkt und damit also hemmend in das Renin-Angiotensin-Aldosteron-System eingreift. Canrenon ist jedoch auch als Medikament, entweder in Reinform oder auch als sein Salz Kaliumcanrenoat (Aldactone pro Injectione®), erhältlich. Eplerenon (Inspra®) ist ein Spironolacton-Analogon mit erhöhter Selektivität für den Aldosteronrezeptor.

## Pharmakologie

### Wirkmechanismus

Transportprozesse im Sammelrohr.

In der Niere werden Stoffwechselendprodukte aus dem Blut ausgefiltert und mit dem Urin ausgeschieden. Dabei werden zuerst täglich etwa 180 bis 200 Liter Primärharn produziert, der dann im darauffolgenden System aus Tubuli, Henle-Schleife und Sammelrohren durch Rückresorption von Wasser konzentriert wird, bis nur noch etwa 1 bis 1,5 Liter Endharn oder Sekundärharn übrigbleiben. Weiterhin werden wichtige Stoffe wie Glucose, Aminosäuren und Elektrolyte resorbiert.
Das Sammelrohr befindet sich am Ende des Nephrons. Hier erfolgen, unter Einfluss der Hormone Aldosteron und Vasopressin (ADH), etwa fünf Prozent der Natrium- und Wasserresorption. In der Wand des Sammelrohrs befinden sich zwei verschiedene Zelltypen: In den Hauptzellen werden Natrium und Wasser resorbiert und Kalium ausgeschieden. Die Schaltzellen sind für die Resorption bzw. Ausscheidung von Protonen verantwortlich und spielen deshalb eine wichtige Rolle im Säure-Basen-Haushalt.
Die Resorption der Natriumionen in den Hauptzellen findet passiv durch den so genannten epithelialen Natriumkanal (abgekürzt ENaC) statt. Ermöglicht wird dies durch die höhere Konzentration der Natriumionen im Urin im Verhältnis zum Zellinneren (Natriumkonzentrationsgefälle oder Gradient). Verantwortlich dafür ist die Natrium-Kalium-Pumpe auf der basalen (dem Blut zugewandten) Seite, die unter Verwendung von ATP Natriumionen aus der Zelle hinaus und Kaliumionen in die Zelle hinein pumpt. Da Wasser durch Osmose dem Natrium folgt, wird der Urin konzentriert. Da die Kaliumkonzentration in der Zelle relativ zum Urin erhöht ist, strömen die Kaliumionen durch Kanäle in den Urin.
Spironolacton und seine Analoga sind strukturell Aldosteron ähnlich. Aldosteron wirkt, indem es an einen intrazellulären Rezeptor bindet. Der Aldosteron-Rezeptor-Komplex bewirkt eine erhöhte Synthese von Natrium- und Kaliumkanälen. Aldosteronantagonisten blockieren nun diesen intrazellulären Aldosteronrezeptor. Infolgedessen sinkt die Zahl der Kanäle, Natrium und Wasser bleiben im Urin, und letztendlich ist ein geringfügiger Zuwachs in Natrium- und Wasserausscheidung die Folge. Da die Kanäle aber nur wirken können, wenn Aldosteron präsent ist, sind diese Diuretika in Patienten nach einer operativen Entfernung der Nebennieren (Adrenalektomie) wirkungslos.
Triamteren und Amilorid hingegen wirken, indem sie den epithelialen Natriumkanal unabhängig von der Anwesenheit von Aldosteron blockieren. Dadurch kommt die Aufnahme von Natriumionen in die Tubuluszelle zum Erliegen. Infolgedessen bleibt der Urin konzentriert, was durch Osmose zu vermehrter Wasserausscheidung führt. Da die Natrium-Kalium-Pumpe durch das fehlende Natrium keine Kaliumionen in die Tubuluszelle aufnehmen kann, kommt die passive Ausscheidung der Kaliumionen fast vollständig zum Erliegen. Weiterhin nimmt die Ausscheidung von Magnesium-Ionen deutlich ab, ebenso wie die aktive Ausschleusung von Wasserstoff-Ionen (Protonen), wobei der zugrunde liegende Mechanismus noch unbekannt ist.
Kaliumsparende Diuretika sind nur mäßig wirksam, da die Rückresorption der primär filtrierten Natrium-Ionen nur um 2–3 % reduziert wird. Zur Monotherapie einer Herzinsuffizienz sind sie somit ungeeignet.

### Indikationen
Amilorid und Triamteren haben nur eine beschränkte Wirksamkeit, da nur ein geringer Anteil der Natriumresorption im Sammelrohr erfolgt. Sie werden deshalb hauptsächlich in Verbindung mit anderen Diuretika, insbesondere Thiaziden und Schleifendiuretika, verwendet, um Kaliummangel zu behandeln oder vorzubeugen. Triamteren kann zur Behandlung von Herzversagen, Leberzirrhose und Ödemen, hervorgerufen durch einen sekundären Hyperaldosteronismus, verwendet werden. Amilorid kann in Kombination mit Thiaziden zur Behandlung von Bluthochdruck verwendet werden.
Aldosteronantagonisten werden besonders häufig in Patienten mit primärem (Conn-Syndrom) und sekundärem Hyperaldosteronismus angewendet, da sie den Aldosteronrezeptor blockieren. Weitere Anwendungsgebiete sind Kaliummangel, Bluthochdruck, Herzversagen, Leberzirrhose und nephrotisches Syndrom.
Eine weitere Indikation sind Erkrankungen des Herz-Kreislauf-Systems. Diese führen zu einem erhöhten Aldosteronspiegel, welcher eine Rolle bei der Bindegewebsbildung (Fibrosierung) in Herzmuskulatur und Blutgefäßen, dem programmierten Zelltod von Herzmuskelzellen, bei der verringerten Verfügbarkeit des gefäßerweiternden Stickstoffmonoxids (NO) sowie unter Umständen auch bei der Hypertrophie der Herzkammern spielt. Diese Komplikationen lassen sich durch Aldosteronantagonisten nachweislich verringern.

### Kontraindikationen
Da sie die Ausscheidung von Kalium hemmen, dürfen kaliumsparende Diuretika nicht bei Patienten mit Hyperkaliämie (erhöhtem Kaliumspiegel im Blut) verwendet werden. Bei Patienten mit chronischem Nierenversagen ist dieses Risiko besonders hoch, weshalb sie im Allgemeinen nicht mit kaliumsparenden Diuretika behandelt werden sollten.
Lebererkrankungen können die Verstoffwechselung von Triamteren und Spironolacton behindern.

### Pharmakokinetik
Sowohl Amilorid als auch Triamteren können peroral (in Tablettenform) verabreicht werden. Amilorid wird zu 50 % aus dem Verdauungstrakt aufgenommen und nicht in der Leber verstoffwechselt. Seine Plasmahalbwertszeit beträgt 16–20 Stunden. Es wird unverändert über die Nieren mit dem Urin ausgeschieden. 80 % des verabreichten Triamterens werden aus dem Verdauungstrakt absorbiert. Durch einen starken First-Pass-Effekt in der Leber, wo es zu schwächer wirksamen Endprodukten verstoffwechselt wird, beträgt die absolute orale Bioverfügbarkeit nur 50 %. 80 % der ursprünglich verabreichten Dosis werden in Form von Stoffwechselprodukten hauptsächlich mit dem Urin ausgeschieden, ebenso wie der unveränderte Anteil. Aufgrund dieser starken Verstoffwechselung ist seine Plasmahalbwertszeit mit etwa drei Stunden wesentlich kürzer als die von Amilorid, weshalb es häufiger verabreicht werden muss.
Spironolacton wird zu etwa 72 % im Verdauungstrakt absorbiert. Bis es aktiv wird, vergeht mehr Zeit als bei Amilorid oder Triamteren; bis der maximale Effekt erreicht wird, können mehrere Tage vergehen. Es wird in der Leber zu seinem aktiven Metabolit Canrenon verstoffwechselt. Die Plasmahalbwertszeit von Spironolacton beträgt ein bis zwei Stunden, von Canrenon hingegen etwa 18 bis 32 Stunden. Die Stoffwechselendprodukte von Spironolacton werden sowohl mit dem Harn als auch über die Galle mit dem Stuhl ausgeschieden. Der Anteil von unverändertem Spironolacton ist gering. Die absolute Bioverfügbarkeit von Eplerenon ist unbekannt. Seine Plasmahalbwertszeit beträgt drei bis fünf Stunden. In der Leber wird es zu inaktiven Metaboliten verstoffwechselt, die mit Urin und Kot ausgeschieden werden. Der Anteil an unverändert ausgeschiedenem Eplerenon beträgt nur fünf Prozent.

### Nebenwirkungen
Da kaliumsparende Diuretika die Ausscheidung von Kalium hemmen, muss die Blutkonzentration von Kalium genau beobachtet werden und gegebenenfalls die Kaliumaufnahme begrenzt werden, um einer potentiell lebensgefährlichen Hyperkaliämie entgegenzuwirken. Da die Ausscheidung von Protonen ebenfalls gehemmt wird, kann bei längerfristiger Anwendung eine metabolische Azidose auftreten.
Ein Folsäuremangel kann gelegentlich nach Behandlung mit Triamteren auftreten. Da Triamteren außerdem schlecht wasserlöslich ist, können Nierensteine die Folge sein.
Da synthetische Steroide wie Spironolacton auch einen geringen Effekt auf andere Steroidrezeptoren haben, können endokrine Abnormalitäten auftreten. Dazu gehören Gynäkomastie, Impotenz und benigne Prostatahyperplasie. Diese Nebenwirkungen treten jedoch mit Eplerenon nicht auf.

### Wechselwirkungen
Eine gleichzeitige Verwendung von kaliumsparenden Diuretika und anderen Medikamenten, die das Renin-Angiotensin-Aldosteron-System beeinflussen, insbesondere Beta-Blocker und ACE-Hemmer, erhöht das Risiko für eine Hyperkaliämie.
Starke Hemmer des Enzyms CYP3A4, das Eplerenon verstoffwechselt (zum Beispiel Ketoconazol und Itraconazol), können dessen Plasmakonzentration stark erhöhen.
Bei der Kombination von Triamteren mit Indometacin kann es zum akuten Nierenversagen kommen.

## Geschichte
Allen Diuretika, die bis in die 1960er Jahre hinein entwickelt worden waren, war gemein, dass die erhöhte Natriumkonzentration im distalen Tubulus eine erhöhte Ausscheidung von Kalium zur Folge hat. Und obwohl diesem Kaliumverlust klinisch durch Gabe von Kalium durchaus entgegengewirkt werden konnte, begann doch die Suche nach Diuretika, die diesen Effekt nicht hatten. 1959 beschrieben Hollander und Chobanian, dass Spironolacton eine zusätzliche blutdrucksenkende Wirkung bei gleichzeitiger Gabe mit Hydrochlorothiazid hat. 1961 erfolgte die Markteinführung von Spironolacton durch G. D. Searle. Triamteren wurde von den Forschern bei SmithKline & French (heute Teil von GlaxoSmithKline) und Amilorid bei MSD Sharp & Dohme entwickelt.